# Concours international de piano Delia Steinberg
Pour les articles homonymes, voir Steinberg.
Pour la pianiste Delia Steinberg, voir Delia Steinberg Guzmán.
Le Concours international de piano Delia Steinberg est un concours de piano fondé à Madrid (Espagne) en 1982 par la pianiste et philosophe Delia Steinberg Guzmán, afin de promouvoir de nouvelles valeurs de la musique. Elle fait partie du jury jusqu'à sa mort, après l'édition de 2023.

## Histoire
Le concours est né en 1982 sous le nom de Concours de Piano Nouvelle Acropole, une organisation qui l'a parrainé. Initié d'abord comme concours national pour des pianistes espagnols, il prend une dimension internationale après quelques éditions. Il a reçu son nom actuel en 2008. Depuis sa création, il a permis de dynamiser la carrière artistique des jeunes pianistes, comme la française Diana Cooper (2e prix de l'édition 2022), ou le japonais Tsubasa Tatsuno (primé en 2018 lors de la 37e édition),. Le concours a lieu ces dernières années au Théâtre Reine Victoria de Madrid.
Depuis décembre 2007, ce concours est membre de la Fondation Alink-Argerich (AAF), promue par la pianiste argentine Martha Argerich,. Le concours est reconnu pour la forte participation et le niveau technique et artistique des participants,,.
Le jury est composé de sa fondatrice Delia Steinberg Guzmán, de pianistes prestigieux tels que Rafael de Solís y Peiró (es) et María Luisa Villalba (professeurs au Conservatoire de Musique Arturo Soria de Madrid), d'anciens lauréats du concours comme Albert Mamriev (es) ou Michael Davidov, de concertistes comme Yuki Matsuzawa (en) ou de professeurs de musique comme Walter Gutdeutsch et Ana María Flori.
En 2020, l'édition est annulée à cause de la pandémie de Covid-19,. En 2021, a lieu la première édition en ligne de ce concours, à cause de la situation internationale du Covid-19, pour permettre la participation des pianistes internationaux indépendamment des restrictions propres à chaque pays,. Les jeunes pianistes ont concouru au moyen d'enregistrements sur deux phases de sélection successives, avant une phase finale opposant 7 participants (Riccardo Gagliardi d'Italie, Sayako Shinonaga du Japon, Anfisa Bobylova d'Ukraine, Pavle Krstic de Bulgarie, Seulki Yoo de Coréé du Sud, Jung-Yeon Yim des USA et Maxim  Kinasov de Russie).
En 2023, eut lieu la 41e édition où ont concouru 19 pianistes de divers pays du monde. Au total, plus de 2000 pianistes ont participé à ce concours, les gagnants représentant une vingtaine de nationalités différentes.

## Palmarès[13]
- 2023 : Zeyu Shen / Chine
- 2022 : Jieun Park / Corée du Sud
- 2021 : Jung-Yeon Yim / États Unis ; 2e prix : Maxim Kinasov/Russie et Sayako Shinonaga/Japón ; 3e prix : Riccardo Gagliardi/Italie et Pavle Krstic/Bulgarie[1],[14]
- 2020 : pas célébré
- 2019 : Eun-A Kim / Corée du Sud ; 2e prix : Ji-Eun Park/Corée du Sud et Shotaro Nishimura/Japon ; 3e prix : Nail Mavliudov/Russie
- 2018 : Da-Hae Kim / Corée du Sud ; 2e prix : Mutsumi Saiki/Japon et Tsubasa Tatsumo/Japon
- 2017 : Hyein Jeon (es) / Corée du Sud et Giulio de Padova / Italie ; 3e prix : Takahiko Sakamaki/Japon et Maria Kustas
- 2016 : Dong Wan Ha (es) / Corée du Sud ; 2e prix : Yun-Ho Chen/Taiwan ; 3e prix : Alexey Chufarovski/Russie
- 2015 : Alexia Mouza (es) / Grèce-Venezuela[15] ; 2e prix : Seoyoung Jang/Corée du Sud ; 3e prix : Luka Okrostsvaridze/Géorgie et Sunghyun Kim/Corée du Su
- 2014 : Michael Davidov / Israël-Espagne ; 2e prix : Pavlo Kachnov/Ukraine ; 3e prix : Marcell Szabó/Hongrie
- 2013 : non attribué
- 2012 : Shih-Wei Chen (es) / Taïwan
- 2011 : Christopher Falzone, États-Unis
- 2010 : Pavel Kolesnikov (en) / Russie
- 2009 : Evgeny Starodubsev / Russie et Jae-Kyung Yoo / Corée du Sud (ex æquo)
- 2008 : Jia Wang / Chine[16]
- 2007 : Alexander Yakovlev / Russie
- 2006 : Enrique Bernaldo de Quirós / Russie
- 2005 : non attribué
- 2004 : Olesya Shutko / Ukraine et Jorge Picó / Espagne (ex æquo)
- 2003 : Rintarō Akamatsu / Japon
- 2002 : Omar Jonatás Sánchez Martil / Espagne
- 2001 : Mariko Aoki / Japon
- 2000 : Soo Jin Oh
- 1999 : Junko Hayashi / Japon et Saeko Okabe / Japon (ex æquo)
- 1998 : Milos Mihajlovic / Serbie et Albert Mamriev / Russie[17] (ex æquo)
- 1997 : Friedrich Thomas / Allemagne et Ayako Kimura (es) / Japon (ex æquo)
- 1996 : Carlos Márquez Fernández / Espagne
- 1995 : Oliver Kern / Allemagne et Eugeni Nefiedoff (ex æquo)
- 1994 : Rafael Alfonso Porras / Espagne
- 1993 : Santiago Casero Alcañiz / Espagne et Héctor Jesús Sánchez Fernández / Espagne (ex æquo)
- 1992 : Daniel del Pino Gil / Espagne
- 1991 : Carolina Bellver Álvarez / Espagne
- 1990 : non attribué
- 1989 : José Gallego Jiménez / Espagne
- 1988 : Marta Maribona / Espagne
- 1987 : Yolanda Vidal Vallés / Espagne et Pedro Mariné Isidro / Espagne (ex æquo)
- 1986 : Moon Juan Chang Rok / Corée du Sud
- 1985 : Rosalía Pareja Flores (es) / Espagne
- 1984 : Mª Teresa Pérez Hernández / Espagne
- 1983 : Francisco Jaime Pantín / Espagne
- 1982 : Ana Mª Labad Caravaca / Espagne[18]